# Ниммер, Мелвилл
Мелвилл Бернар Ниммер (6 июня 1923 — 23 ноября 1985) — американский юрист и профессор права, известный как специалист по свободе слова и авторскому праву США.

## Биография
Ниммер окончил два калифорнийских университета в Лос-Анджелесе и Беркли и юридический факультет Гарвардского университета. В январе 1951 года его приняли в Адвокатскую палату штата Калифорния. С 1962 года он был профессором в школы права Калифорнийского университета в Лос-Анджелесе. Через год он опубликовал двухтомный трактат «Ниммер об авторском праве», который стал ведущим вторичным источником по данной теме. В 1984 году он опубликовал в одном томе трактат о свободе слова, названный соответственно «Ниммер по вопросам свободы слова: трактат по теории первой поправки».
Как юрист он наиболее известен благодаря победе в деле Коэн против штата Калифорния 1971 года. В деле Коэна Верховный суд США под председательством Джона Харлана 5 против 4 голосов признал, что государство не может криминализировать речь при отсутствии «конкретных и веских основаниях». Суд отменил решение осудить 19-летнего парня, который вошёл в зал суда Лос-Анджелеса в куртке с надписью «Fuck the Draft». Дело Коэна стало одним из ведущих в интерпретации первой поправки к Конституции США по защите свободы слова.
Сын Мелвилла Ниммера, Дэвид, также стал юристом и внёс некоторые изменения в оригинальную версию «Ниммер об авторском праве».